# Okres Dunajská Streda
Dunajská Streda is een district (Slowaaks: okres) in de Slowaakse regio Trnava. De hoofdstad is Dunajská Streda. Het district bestaat uit 3 steden (Slowaaks: mesto) en 64 gemeenten (Slowaaks: obec). De meerderheid van de 116.492 inwoners (75%) behoort tot de Hongaarse minderheid in Slowakije. Het district vormt samen met het district Komarno het hart van de etnisch Hongaarse gemeenschap in Slowakije.

## Steden
- Dunajská Streda (Dunaszerdahely)
- Šamorín (Somorja)
- Veľký Meder (Nagymegyer)

## Lijst van gemeenten
| - Báč - Baka - Baloň - Bellova Ves - Blahová - Blatná na Ostrove - Bodíky - Boheľov - Čakany - Čenkovce - Čiližská Radvaň - Dobrohošť - Dolný Bar - Dolný Štál - Dunajský Klátov - Gabčíkovo - Holice - Horná Potôň - Horné Mýto - Horný Bar - Hubice | - Hviezdoslavov - Jahodná - Janíky - Jurová - Kľúčovec - Kostolné Kračany - Kráľovičove Kračany - Kútniky - Kvetoslavov - Kyselica - Lehnice - Lúč na Ostrove - Macov - Mad - Malé Dvorníky - Medveďov - Mierovo - Michal na Ostrove - Nový Život - Ňárad - Ohrady | - Okoč - Oľdza - Orechová Potôň - Padáň - Pataš - Povoda - Rohovce - Sap - Štvrtok na Ostrove - Topoľníky - Trhová Hradská - Trnávka - Trstená na Ostrove - Veľká Paka - Veľké Blahovo - Veľké Dvorníky - Vieska - Vojka nad Dunajom - Vrakúň - Vydrany - Zlaté Klasy |

Okres Dunajská Streda · Okres Galanta · Okres Hlohovec · Okres Piešťany · Okres Senica · Okres Skalica · Okres Trnava